# Jekaterina Fjodorowna Iljina
Jekaterina Fjodorowna Iljina (russisch Екатерина Фёдоровна Ильина; englisch Yekaterina Ilyina; * 7. März 1991 in Toljatti, Russische SFSR, Sowjetunion) ist eine ehemalige russische Handballspielerin.

## Karriere
Iljina spielte bis 2009 beim russischen Verein GK Lada Toljatti und wechselte daraufhin zu GK Kuban Krasnodar. Nachdem die Rückraumspielerin insgesamt vier Spielzeiten für Kuban aufgelaufen war, kehrte sie wieder zu Lada Toljatti zurück. 2014 gewann sie mit Lada den EHF-Pokal. Anschließend wechselte sie zum Ligarivalen GK Rostow am Don. Mit Rostow gewann sie 2015, 2017 und 2018 die russische Meisterschaft, 2015 den russischen Pokal sowie 2017 den EHF-Pokal. Nachdem Iljina die komplette Saison 2018/19 aus gesundheitlichen Gründen pausierte, schloss sie sich im Oktober 2019 dem russischen Erstligisten PGK ZSKA Moskau an. Mit ZSKA gewann sie 2021, 2023, 2024 und 2025 die russische Meisterschaft sowie 2022, 2023 und 2024 den russischen Pokal. Nach der Saison 2024/25 beendete sie ihre Karriere.
Iljina gewann mit der russischen Jugendnationalmannschaft im Jahr 2008 die Goldmedaille bei der U-18-Weltmeisterschaft. Mit der russischen Juniorinnenauswahl folgte im Jahr 2019 die Bronzemedaille bei der U-19-Europameisterschaft sowie ein Jahr später die Silbermedaille bei der U-20-Weltmeisterschaft. Mittlerweile gehört sie dem Kader der russischen Nationalmannschaft an. Mit der russischen Auswahl nahm sie an der Europameisterschaft 2012, 2014 und 2020 teil. Bei den Olympischen Spielen 2016 in Rio de Janeiro gewann sie die Goldmedaille. Bei den darauffolgenden Olympischen Spielen in Tokio gewann sie die Silbermedaille. Iljina erzielte im Turnierverlauf insgesamt 35 Treffer.